# 1. Violinromanze (Beethoven)
Die Violinromanze Nr. 1 G-Dur, op. 40 ist eine von zwei Romanzen für Violine und Orchester von Ludwig van Beethoven. Beethovens weiterer Beitrag zu dieser Gattung ist die Violinromanze op. 50 F-Dur.
Komponisten wie Carl Nielsen, Max Bruch und Antonín Dvořák ließen sich durch Beethovens Violinromanzen, die gleichzeitig eine neue musikalische Gattung begründeten, zu eigenen Beiträgen inspirieren.

## Entstehung
Über den Anlass zur Komposition ist nichts bekannt. Entgegen der Nummerierung entstand die Violinromanze in G-Dur später; sie wurde 1802 komponiert, aber 1803, zwei Jahre vor ihrem Schwesterwerk, veröffentlicht.

## Zur Musik
Das Stück wird von einem bedächtigen Thema der Violine mit Doppelgriffen eingeleitet, das – im Unterschied zur F-Dur-Romanze – ohne Orchesterbegleitung vorgestellt wird. Aus der Variation des Themas entwickelt sich ein Dialog zwischen Violine und Orchester.
Einerseits teilt die G-Dur-Romanze mit der F-Dur-Romanze den Alla-breve-Takt, den lyrischen Charakter im Hauptthema sowie dessen Kontrastierung durch ein weiteres Thema in Moll (das im Fall der G-Dur-Romanze in A-B-A′-Form gegliedert ist), andererseits ist die G-Dur-Romanze in Teilen dramatischer gestaltet als ihr Schwesterwerk.